# 约翰·L·默里
约翰·L·默里（John L. Murray，1806年1月25日—1842年1月31日），是一名美国肯塔基州的联邦众议院议员。
他出生于宾夕法尼亚州，之后学习法律并担任律师。在迁居肯塔基州后，他开设了很多当地办公室。1830年至1835年期间，他连续三届当选肯塔基州众议院议员。1837年3月4日至1839年3月3日，他由美国民主党推选，进入第25届联邦众议院。1842年，他死于肯塔基州威兹波罗。